# Suzuki Wagon R
Suzuki Wagon R — кей автомобіль, вперше з'явився в Японії в 1993 році, і досі виробляється в Японії компанією Suzuki. R — означає автомобіль для відпочинку. Це один з перших автомобілів з коротким, але високим кузовом типу універсал. Був найпопулярнішим за продажами кей-каром в Японії з 2003 року. Пропонувався і на деяких іноземних ринках, у тому числі індійському. У кінці лютого 2010 року продажі Suzuki Wagon R досягли 5 млн одиниць. Для японського ринку виготовляється п'яте покоління Suzuki Wagon R.

## Комплектація
Мінівен пропонується в єдиній GL комплектації. Автомобілі попередніх років оснащувались п'ятиступінчастою механічною або чотириступінчастою автоматичною коробкою передач. Моделі 2017 року отримали варіатор. До загальної бази нового Wagon-R увійшли: галогенні передні фари, світлодіодні задні фари, електропривод бічних дзеркал, тоноване скло з захисним шаром від ультрафіолету, електропривод вікон, підігрів заднього скла, тканинна обшивка сидінь, 4 підголівника, передній підлокітник, складні у співвідношенні 50:50 задні сидіння, центральний замок, дистанційний ключ, кондиціонер, бортовий комп'ютер. Про безпеку дбають: передні подушки безпеки, кріплення ISOFIX, антиблокувальна гальмівна система, система розподілу гальмівних зусиль, допоміжна система гальмування, система попередження виїзду зі смуги руху, електронний контроль стабільності, антибуксувальна система, система допомоги при старті на схилі. 

## Перше покоління (CT21S/CT51S/CV21S/CV51S; 1993—2006)
Найперші Suzuki Wagon R CT21/CV21 (1993—2006), представлені в 1993 році на Токійському автосалоні, мали лише одні двері з боку водія, 2 з іншого боку машини та одну задню, та комплектувалися 3-циліндровим двигуном F6A об'ємом 660 см3. Пізніше автомобіль отримав стандартний 5-дверний кузов.
Suzuki Wagon R+, розмірами трохи більший за Suzuki Wagon R, був доданий до лінійки випуску в 1997 році і вироблявся до 2000 року для Європи тільки в Японії. Його ширина була більша, і він був оснащений атмосферним 4-циліндровим двигуном K10A об'ємом 996 см куб з ланцюговим приводом ГРМ. Трохи пізніше цей двигун модернізували до 1,2 літра.
Wagon R випускається як у передньопривідному (СТ21), так і в повнопривідному (CV21) варіанті.

### Двигуни
- 657 cc F6A SOHC I3
- 657 cc F6A SOHC turbo I3
- 658 cc K6A DOHC I3
- 658 cc K6A DOHC turbo I3

## Друге покоління (MC21S/MC11S/MC22S/MC12S; 1998—2003)
- 657 cc F6A SOHC I3
- 657 cc F6A SOHC turbo I3
- 658 cc K6A DOHC I3
- 658 cc K4J DOHC turbo I3

## Галерея

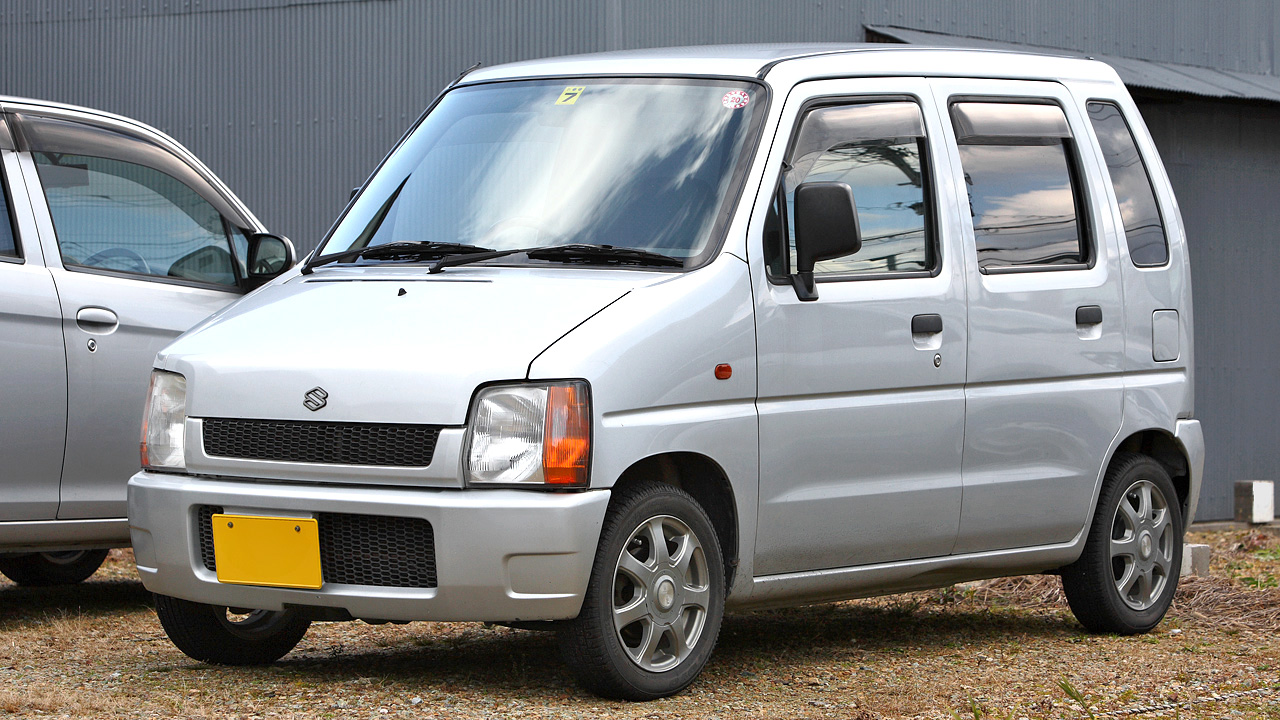
Suzuki Wagon R першого покоління
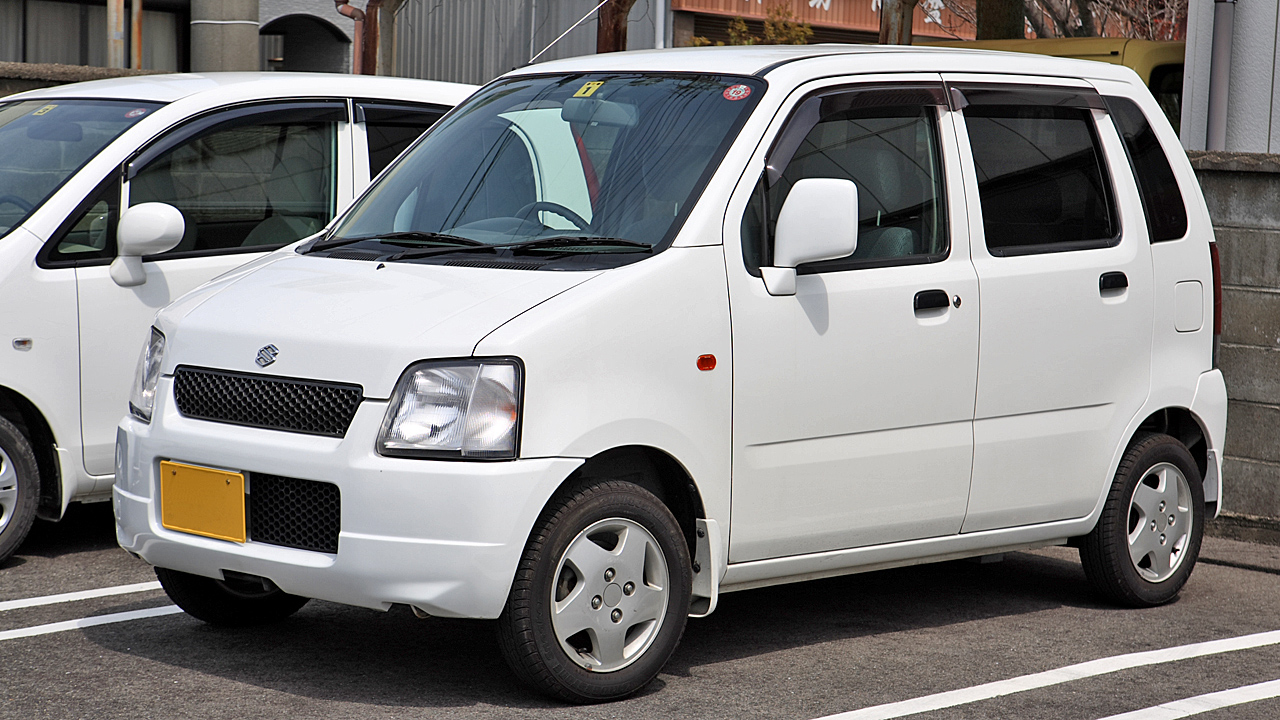
Suzuki Wagon R другого покоління
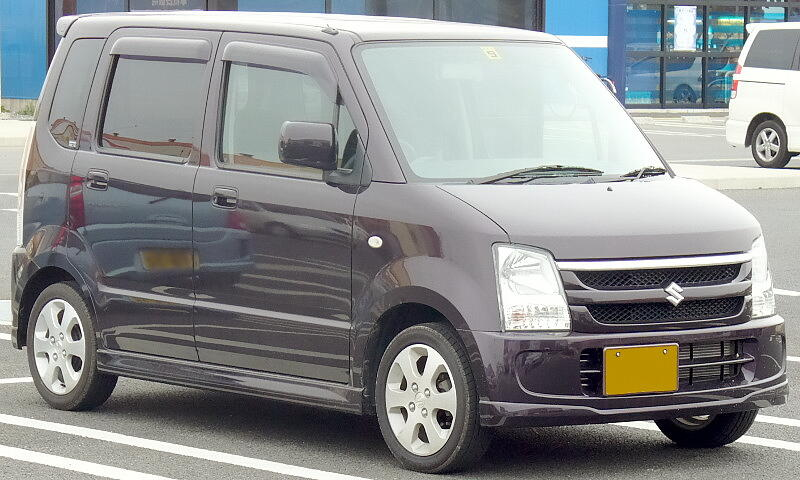
Suzuki Wagon R третього покоління
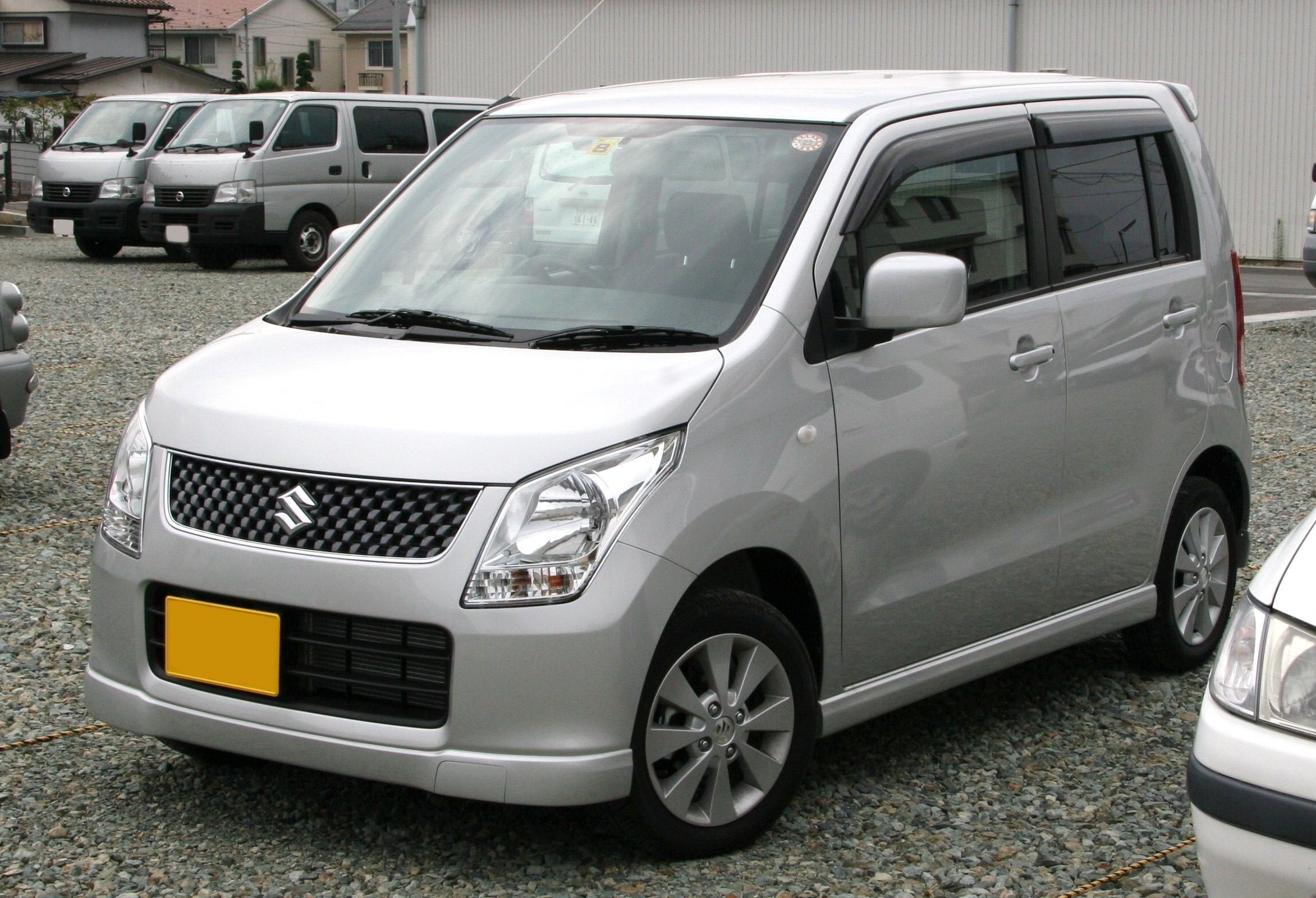
Suzuki Wagon R четвертого покоління
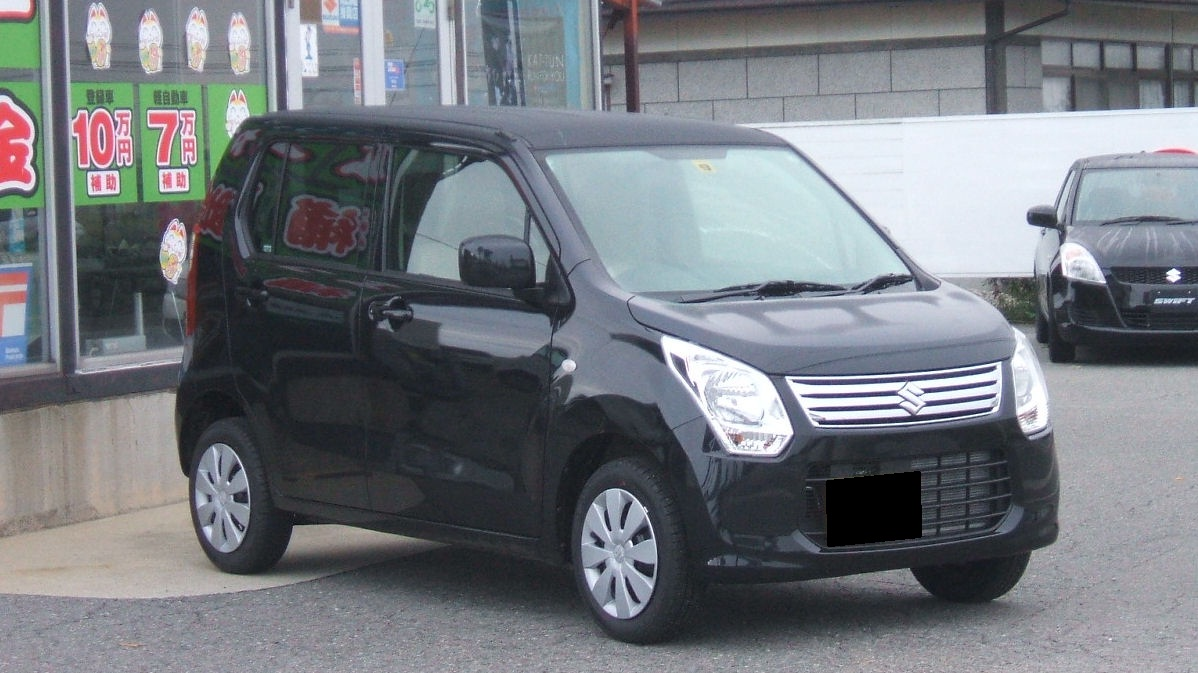
Suzuki Wagon R п'ятого покоління

Для європейського та деяких інших ринках пропонується дещо інша модель Suzuki Wagon R+ ідентична Opel Agila першого покоління.

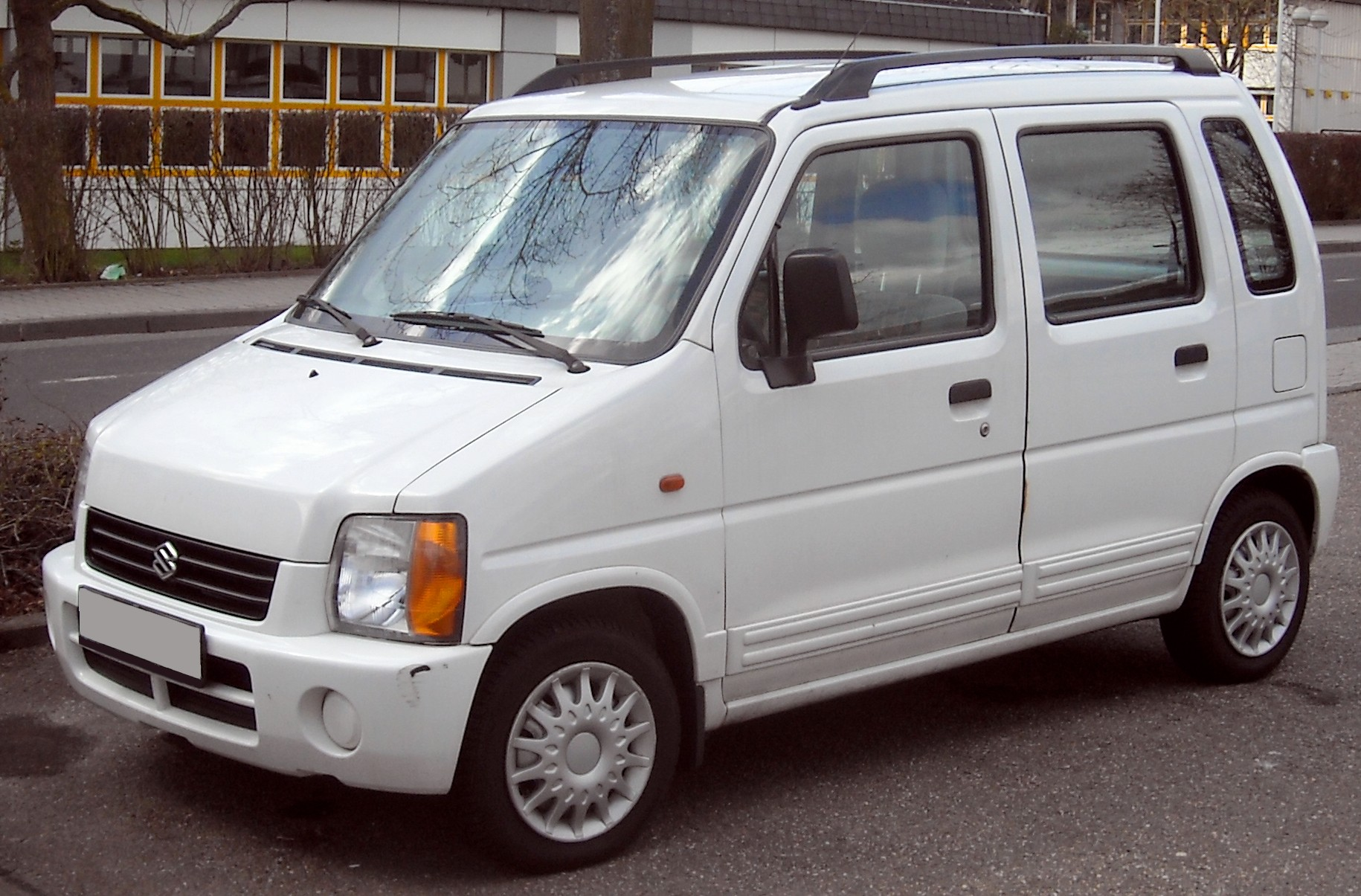
Suzuki Wagon R+ першого покоління
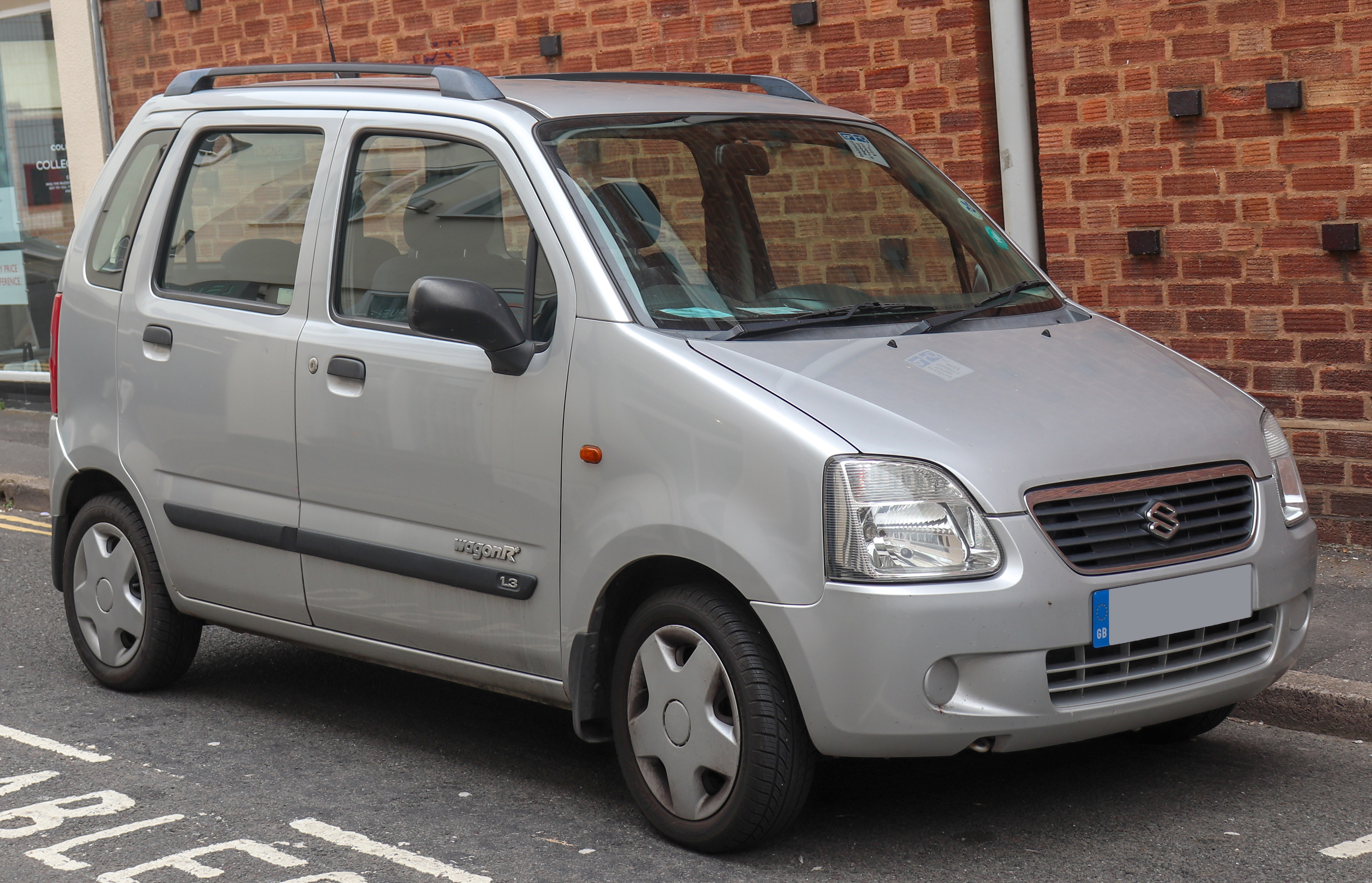
Suzuki Wagon R+ другого покоління